# Dantumadiel

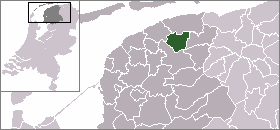
Dantumadiels läge

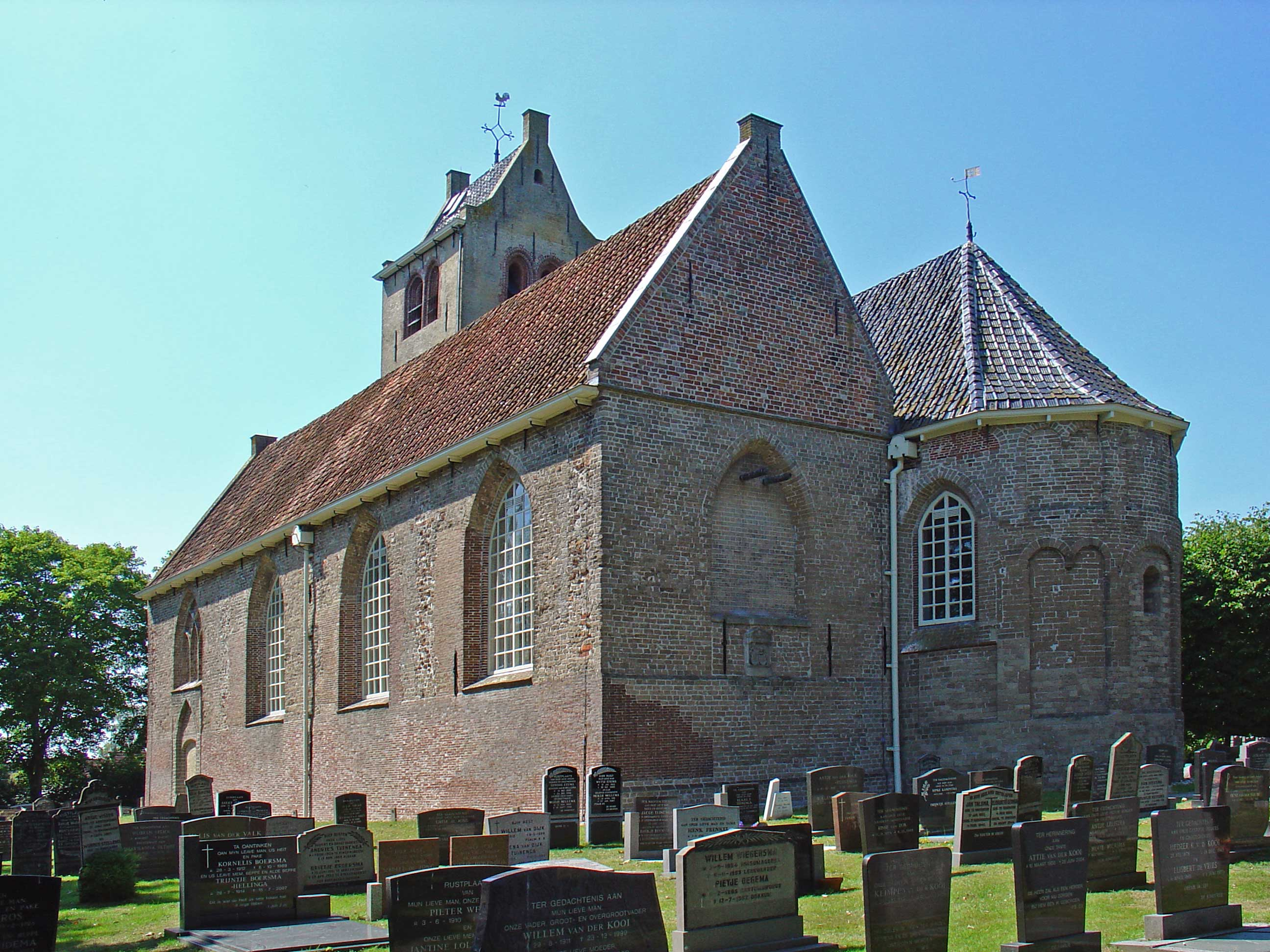
Medeltida kyrka i byn Rinsumageest i Dantumadiel

Dantumadiel (nl. Dantumadeel) är en kommun i provinsen Friesland i Nederländerna. Kommunens totala area är 87,49 km² (där 1,71 km² är vatten) och invånarantalet är på 19 677 invånare (2005).